# یواس‌اس کانستوگا (ای‌تی-۵۴)

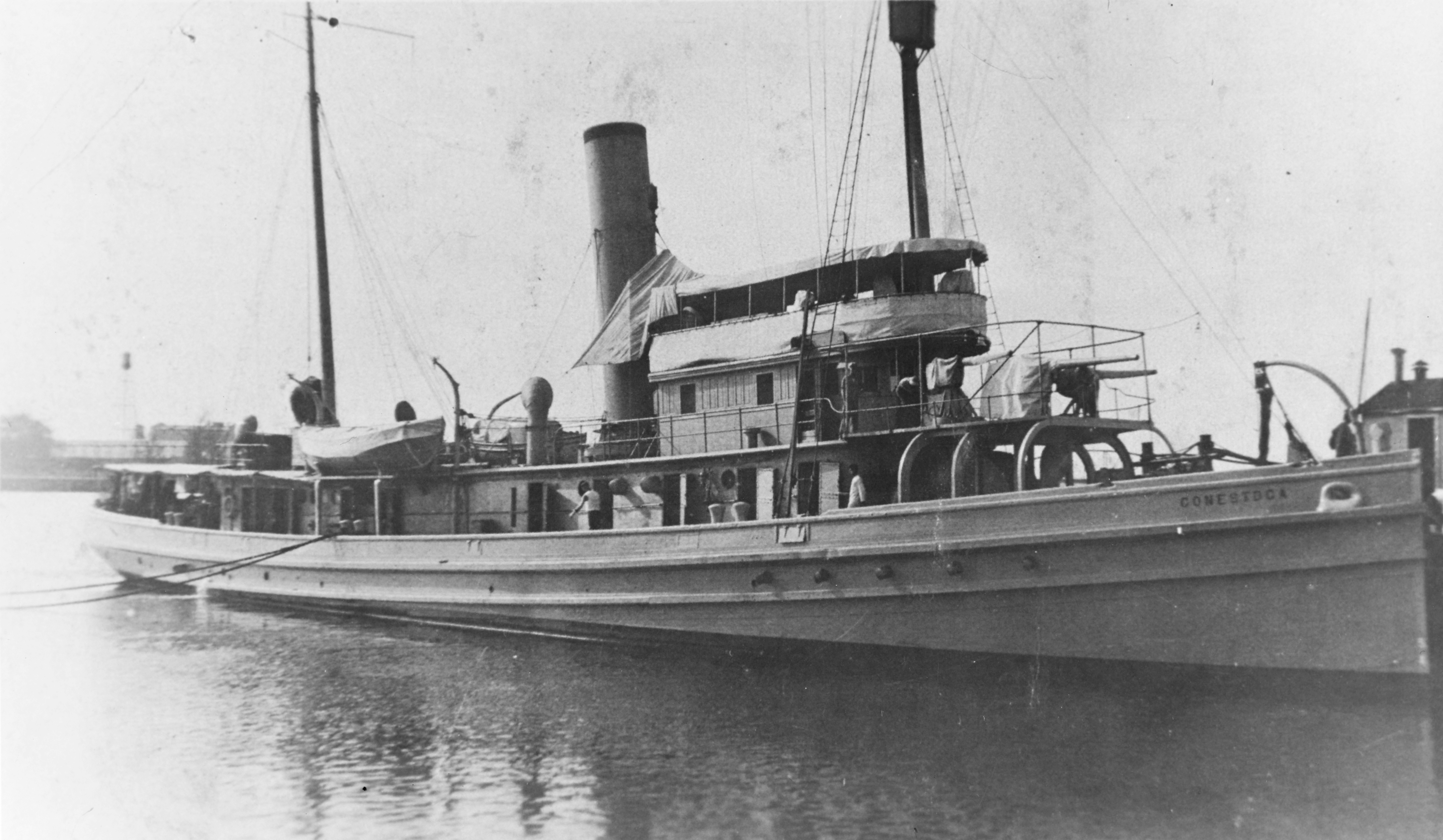
یواس‌اس کانستوگا (ای‌تی-۵۴)

یواس‌اس کانستوگا (ای‌تی-۵۴) (به انگلیسی: USS Conestoga (AT-54)) یک کشتی بود که طول آن ۱۷۰ فوت (۵۲ متر) بود. این کشتی در سال ۱۹۰۴ ساخته شد.